# Atactogaster
Atactogáster — рід жуків родини Довгоносики (Curculionidae).

## Зовнішній вигляд
Основні ознаки:
- головотрубка знизу гладенька і має розширений до вершини кіль, що лежить на підвищеному трикутному майданчику;
- на поверхні тіла немає зерняток та голих бугорків;
- усі лапки знизу вкриті густими підошвами.

Види роду Atactogaster вважають носіями досить примітивних морфологічних ознак, що були притаманні предкам триби Cleonini. З огляду на це їх називають можливими предками Cleonini, які в олігоцені жили у Південно-Східній Азії. Звідти ж вони згодом розселялися, утворюючи в нових умовах численні нові форми, що стали родами вказаної триби.

## Спосіб життя
Не вивчений. Ймовірно, він типовий для Cleonini.

## Географічне поширення
Види цього роду мешкають на сході Палеарктики та в Індо-Малайській області.

## Класифікація
Описано щонайменше 5 рецентних та 2 вимерлих видів цього роду. Усі вони перелічені нижче. Види нез'ясованого таксономічного статусу позначені (?), вимерлі види — значком (†).
- Atactogaster chinensis Zumpt, 1937 — Південний Китай
- Atactogaster dejeani Faust, 1894 — Пакистан та тропічна Азія
- Atactogaster inducens Walker, 1859 — Китай та тропічна Азія
- Atactogaster orientalis Chevrolat, 1873 — Китай та тропічна Азія
- Atactogaster zebra Chevrolat, 1873 — Непал, Китай та тропічна Азія

- (†) Atactogaster granulata Hong, 1983
- (†) Atactogaster shanwangensis Hong, 1985
- (?) Atactogaster antennalis (Desbrochers)
- (?) Atactogaster finitimus Faust, 1904
- (?) Atactogaster insularis
- (?) Atactogaster suspectus